# Loi Bakajika
La loi Bakajika est une loi congolaise (RDC) proposée par le député Bakajika Diyi Kamgombe Isaac-Gérard, votée par la Chambre des députés le 28 mai 1966 et promulguée sous forme d’Ordonnance-loi le 7 juin 1966 par le Lieutenant-Général Joseph-Désiré Mobutu. Elle sert à régler le régime juridique de la propriété foncière tel que la Constitution du 1er août 1964 dispose dans l’article 43, alinéa 4 : « une loi nationale réglera souverainement le régime juridique des cessions et des concessions foncières faites avant le 30 juin 1960 ».
Cette Ordonnance-loi précise que « le sol et le sous-sol appartiennent à l'État congolais ». Ce qui a entraîné la méfiance des investisseurs étrangers, en particulier dans les domaines minier et agricole. Par peur d'attirer l'attention de l'État sur leurs possessions territoriales beaucoup de sociétés et de particuliers dissimulent leurs vrais profits.
La loi Bakajika visait à remettre de l’ordre dans le domaine foncier : durant l’époque coloniale, une part importante des meilleurs terres indigènes avaient été attribuées aux colons. La loi a donc attribué la propriété des terres rurales et a, de ce fait, exclu les communautés villageoises et rurales de leur patrimoine foncier.
À partir de 1973, la zaïrianisation a entraîné une confiscation des propriétés jadis réservées aux colons.
Bien que la loi spécifie clairement que le sol et sous-sol sont propriétés de l'État, la loi coutumière est encore présente dans beaucoup de régions.
Depuis l'adoption de la nouvelle Constitution en 2006, des craintes injustifiées sont apparues dans la population au sujet de l'article 9 de cette dernière ; pourtant cet article précise les propriétés de l'État, à savoir  « le sol, le sous-sol, les eaux, les forêts, les espaces aérien, fluvial, lacustre, maritime, la mer territoriale, le plateau continental. » Des opposants politiques pourraient faire courir le bruit d'une remise en cause de cette loi, sous la pression d'investisseurs étrangers.